# (851) Цейссия
(851) Цейссия — астероид класса S, принадлежащий семейству Флоры, расположен в поясе астероидов. Диаметр — около 12 км, значение альбедо — 0.2646. Период вращения — 9.34 часа. Открыт 2 апреля 1916 года советским (российским) астрономом Сергеем Ивановичем Белявским. Назван в честь Карла Цейса, немецкого оптика и основателя фабрики оптических систем «Цейс».